# Mark Valley
Mark Valley est un acteur américain né à Ogdensburg (New York) le 24 décembre 1964.

## Biographie
On l'a remarqué dans des séries tels que Keen Eddie, Les Experts, Urgences (il joue l'ex-mari d'Abby Lockhart, interprétée par Maura Tierney), Les 4400, Fringe. Un de ses rôles phares a été dans la série Boston Justice, avec notamment William Shatner et James Spader. En 2010, il tient le rôle principal dans la série d'action américaine Human Target : La Cible adaptée du comics du même nom. Pendant 1 an, il a été marié à Anna Torv, sa partenaire à l'écran dans Fringe.

## Filmographie
- 1993 : L'Innocent (The Innocent)
- 1993 : Another World (TV)
- 1994 : Vanishing Son IV (TV)
- 1997 : George Wallace (TV)
- 1994 à 1997 : Des jours et des vies (Days of Our Lives) (TV) - 34 épisodes dans le rôle de Jack Deveraux
- 1997 : Breast Men
- 1997 : Late Line (TV) - 1 épisode
- 1998 : Some Girl de Rory Kelly
- 1998 : Couvre-feu (The Siege) d'Edward Zwick
- 1999 : Le Damné (Brimstone) (TV) - 1 épisode
- 2000 : Un couple presque parfait de John Schlesinger
- 2000 : Diagnostic : Meurtre ou Mort Suspecte (Diagnosis Murder) (TV) - 1 épisode
- 2000 : Running Mates (TV)
- 2000 : Jericho
- 2001 : Big Time
- 2001 : Les Experts (CSI : Crime Scene Investigation) (CSI : Las Vegas) (TV) - 1 épisode
- 2001 : The Lone Gunmen : Au cœur du complot (The Lone Gunmen) (TV) -  1 épisode
- 2001 : Gideon's Crossing (TV) - 1 épisode
- 2000- 2001 : Once and Again (TV) - 5 épisodes dans le rôle de Will Gluck
- 2001 : Spin City (TV) - 1 épisode
- 2000 - 2003 : Urgences (ER) (Emergency Room) (TV) - 5 épisodes dans le rôle de Richard Lockhart
- 2004 : I'm With Her (TV) - 1 épisode
- 2004 : Keen Eddie (TV) - rôle principal : Eddie Arlette, série supprimée après 13 épisodes
- 2004 : Les 4400 (The 4400) (TV) - 2 épisodes dans le rôle de Warren Lytell
- 2004 : Pasadena (TV) - 10 épisodes dans le rôle de Robert Greeley
- 2004 : Boston Justice (Boston Legal) - rôle de Brad Chase
- 2006 : Emily's Reasons Why Not (TV) - 2 épisodes dans le rôle de Reese Callahan
- 2007 : Live !
- 2007 : Shrek le troisième (voix originale)
- 2007 : Nanking
- 2007 : Business Class
- 2007 : New York, unité spéciale : Jake Keegan (saison 9, épisode 9)
- 2008 : Swingtown (série télévisée) : Brad Davis
- 2008 : Fringe (série télévisée) : John Scott
- 2010 : Human Target : La Cible (série tv) : "Christopher Chance"
- 2012 : Medallion de Simon West : Fletcher
- 2013 : Body of Proof (TV) : Tommy Sullivan
- 2014 : Crisis (série télévisée) : Gabe Widener, directeur de la CIA
- 2015 : Hawaii 5-0 : Franck
- 2017 : Famous in Love (série télévisée) : Grant Devon
- 2017 : Feud (série télévisée) : Gary Merrill
- 2019 - 2022 : Blood & Treasure : Patrick McNamara